# Julia de colonis
Julia de colonis va ser una antiga llei romana establerta per Juli Cèsar, que regulava l'establiment d'una colònia a les terres afectades per la llei Julia agraria, que era tanmateix una llei de Cèsar.